# تحجر الحضنة

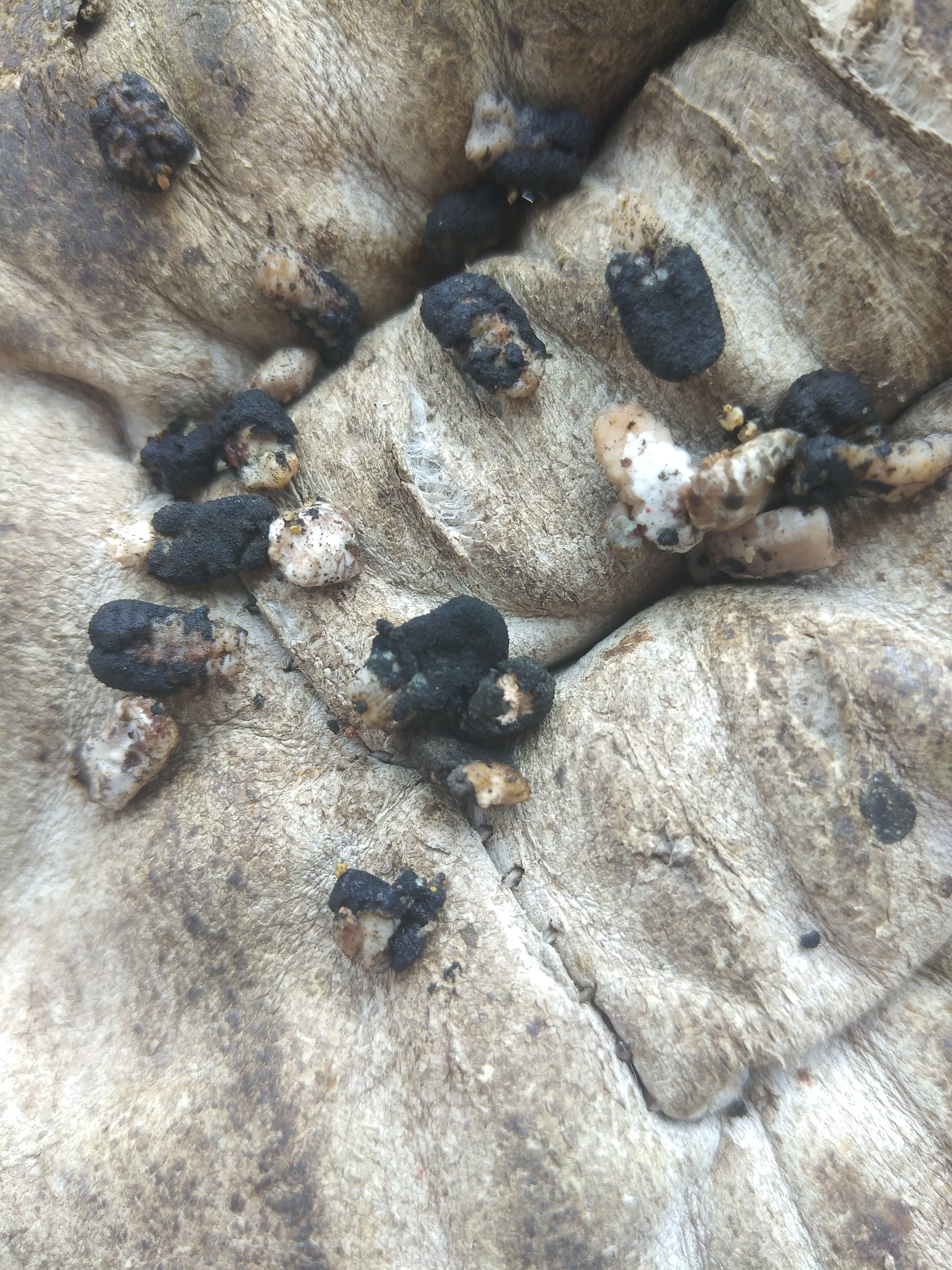
مرض تحجر الحضنة

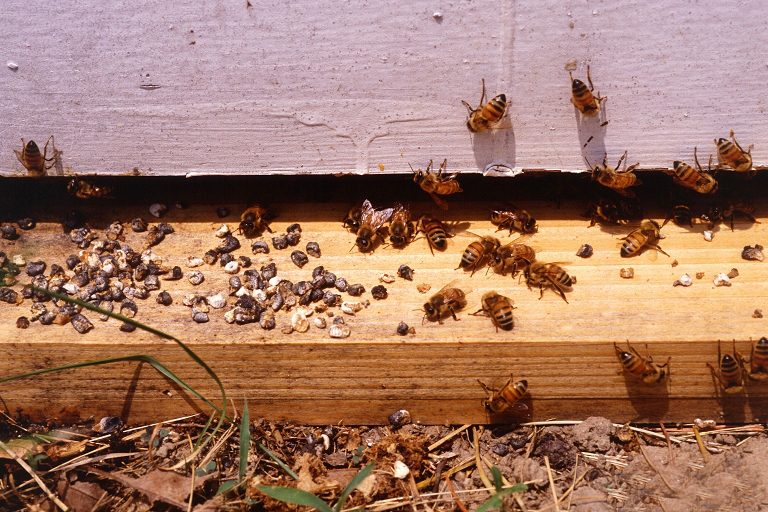
يرقات نحل مصابة مرمية على مدخل الخلية

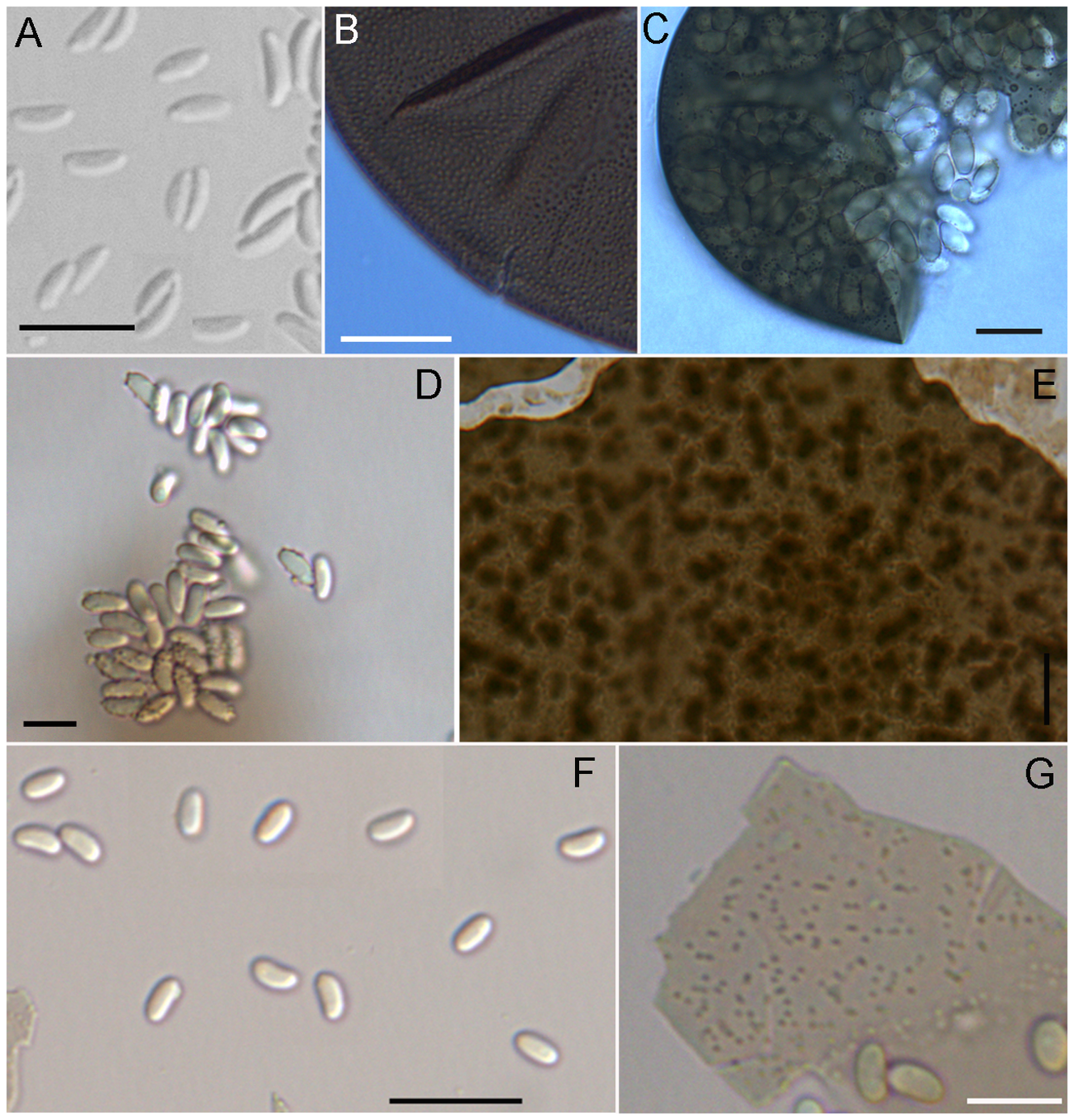
فطر الاسكوبيروز المسبب لمرض تحجر الحضنة

مرض تحجر الحضنة أو تكلس الحضنة أو تعفن الحضنة الطباشيري، هو من الامراض الفطرية التي تصيب يرقات نحل العسل يسببه نوع من الفطريات يسمى الاسكوبيروز Ascosphaera apis .

## أسباب المرض
1. المسبب الرئيسي فطر الاسكوبيروز
2. التعرض للتيارات الهوائية الباردة

## أعراض المرض
1. وجود تعفنات داخل العيون السداسية
2. وجود جثث اليرقات المتصلبة على باب الخلية

## علاج المرض
1. تغيير الملكة باخرى لها صفات مفاومة للمرض
2. ضغط خلايا النحل و تغطية الخلايا جيدا.
3. تقوية الخلايا الضعيفة و ازالة اطارات الحضنة المصابة بنسبة كبيرة.
4. تحريك الخلايا اذا كانت في الظل الى مكان مشمس.

## أنظر أيضا
- تكيس حضنة